# Спреј (Орегон)
Спреј (енгл. Spray) град је у америчкој савезној држави Орегон.

## Демографија
По попису из 2010. године број становника је 160, што је 20 (14,3%) становника више него 2000. године.
| Група             | 2000.       | 2010.       |
| Белци             | 137 (97,9%) | 151 (94,4%) |
| Афроамериканци    | 0 (0,0%)    | 0 (0,0%)    |
| Азијати           | 1 (0,7%)    | 4 (2,5%)    |
| Хиспаноамериканци | 0 (0,0%)    | 1 (0,6%)    |
| Укупно            | 140         | 160         |